# ユダヤ人問題によせて
『ユダヤ人問題によせて』（ユダヤじんもんだいによせて、ドイツ語: Zur Judenfrage）は、カール・マルクスが1843年に執筆し、翌年『独仏年誌』に発表した論文。後年の唯物史観を形成する上で1つの画期となったものの、草稿自体は現存していない。

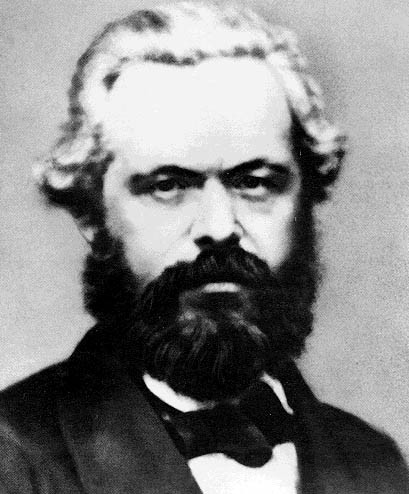
マルクス（1861年）

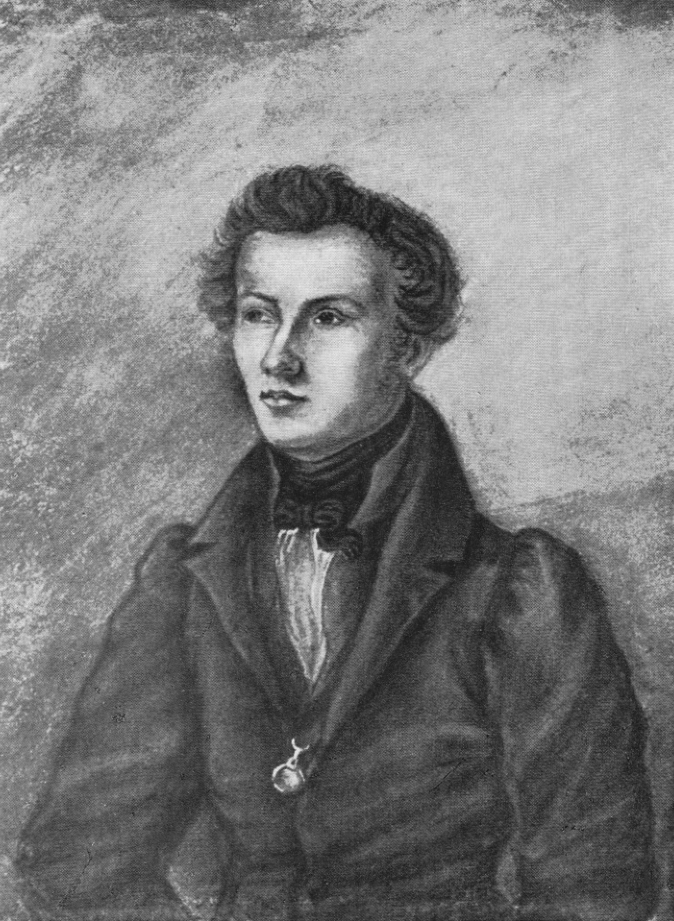
ブルーノ・バウアー

本論文は2部構成で、ユダヤ人がプロイセンで政治的解放を成し遂げようとする試みに関する、青年ヘーゲル派のブルーノ・バウアーによる研究を批判したものである。
バウアーは、政治的解放が宗教に如何なる隙をも与えない世俗国家でのみ可能となる以上、ユダヤ人は棄教によってでしか政治的解放を成し遂げられないと述べている。バウアーによると、こうした宗教上の要求が「人間の権利」と矛盾するため、真の政治的解放とは宗教の廃絶にあるという。しかしマルクスは、「世俗国家」で宗教が最早卓越した役割を果たしていないというバウアーの仮定に誤りがあることを、プロイセンと異なり国教が存在しないアメリカでも宗教が浸透している例を示して反論した。
マルクスの分析では、「世俗国家」が宗教と対立することなく、むしろ前提条件とする点に重点が置かれている。市民から宗教ないしは私的所有を剥奪することが宗教なり私的所有の廃止を意味するものではなく、それらからの分離に道を開くものに過ぎないというわけである。
また、宗教的自由に対する疑問を離れてバウアーの「政治的解放」へと関心を移したことも特色と言える。マルクスは個人が世俗国家において「精神的に」も「政治的に」も自由となりうる一方で、未だ経済的不平等により物質的な限界に直面していると結論付け、これが後年資本主義批判の基礎を築くこととなる。

## 政治的及び人間的解放
マルクスから見ると、ブルーノは政治的解放と人間的解放とを混同しており、上記の通り現代国家で政治的解放がなされるにしても、ユダヤ人（或いはクリスチャン）に棄教を求めることはない。というのも、全き人間的解放が成就した暁には宗教が消滅するであろうが、それは「現在の世界秩序の範囲内」において不可能だからである。
本論文の第2部（かなり短いが今日においても最も頻繁に議論され引用されている）では、バウアーによるユダヤ教の「神学的」分析とキリスト教との関係を批判している。バウアーはユダヤ教がキリスト教の発展段階において原始的なものに留まっている以上、ユダヤ人が棄教することは極めて困難と述べているが、マルクスはこれに対し、ユダヤ人の経済生活が精神面に反映されたものに過ぎず、ユダヤ教とは何ら無関係であるとした。
それ故、バウアーが述べたようにユダヤ教は社会から抹殺する必要が無いばかりか、その一部でさえある。マルクスは「実際的ユダヤ教」と「賤業」とを比喩的に同一視しながら、「クリスチャンがユダヤ人となり」、遂には人類全体を「実際的」ユダヤ教から解放する必要があると結論付けた
。

## その後の動向
1844年2月、マルクスとアルノルト・ルーゲが『独仏年誌』に発表すると、バウアーは同年、マルクスらに対する反批判を盛り込んだ『アルゲマイネ･リテラトゥール･ツァイトゥング』をベルリンにて刊行する。
その後、1845年にはフリードリヒ・エンゲルスとマルクスが青年ヘーゲル派を批判するべく『聖家族』を出版し、論争は泥仕合の様相を呈することとなる。マルクスは本書の各所で、バウアーのユダヤ人問題及び政治的人間的解放に関して、意見を異にすることを再三にわたり表明している。
歴史家のトライチュケは1879年の著書の中で、ユダヤ系移民をドイツの脅威と見做した上で、ユダヤ人に対するドイツ文化への同化を説いた。この論説は1881年6月から7月にかけて「ユダヤ人問題」第2部が再版されると、ベルンシュタインが編集長を務める新聞「社会民主主義」紙上で論争を巻き起こした。
「ユダヤ人問題によせて」自体は1890年10月、当時ヴィルヘルム・リープクネヒトが編集していた「ベルリナー・フォルクスブラット」に再掲載されたほか、1926年にはH･J･ステニングが英訳版を出した。